# Eridolius pullus
Eridolius pullus là một loài tò vò trong họ Ichneumonidae.